# Фомушкин, Фёдор Семёнович
Фёдор Семёнович Фомушкин (1906 — 1982) — сотрудник органов охраны правопорядка и государственной безопасности, старший майор милиции (1940).

## Биография
Родился в русской семье. Член ВКП(б), в РККА с 1928. С 13 апреля 1939 заместитель начальника ГУ РКМ НКВД СССР. Во время Великой Отечественной войны возглавлял особые отделы и СМЕРШ разных бригад в Действующей армии. На 30 января 1943 начальник особого отдела НКВД 16-й инженерной бригады специального назначения. На	4 августа 1943 начальник ОКР СМЕРШ 1-й гвардейской инженерной бригады специального назначения. На 30 июня 1945 начальник ОКР СМЕРШ 1-й гвардейской отдельной мотоинженерной бригады.

### Звания
- старший лейтенант государственной безопасности, 8 января 1939;
- капитан государственной безопасности, 13 апреля 1939;[2]
- старший майор милиции, 13 марта 1940.[3]
- капитан государственной безопасности, на 26 апреля 1940;[4]
- подполковник, на 4 августа 1943.[5]

### Награды
- медаль «За отвагу», 26 апреля 1940;
- орден Красной Звезды, 20 августа 1943;
- орден Отечественной войны 2-й степени, 1 ноября 1944;
- орден Красной Звезды, 3 ноября 1944;
- орден Отечественной войны 1-й степени, 30 июня 1945.